# FantaVision
FantaVision (Japan: ファンタビジョン) is een videospel voor het platform Sony PlayStation 2. Het spel werd uitgebracht in 2000. 